# Typesite
Een typesite is in de archeologie de site die wordt gezien als het model van een bepaalde archeologische cultuur, vaak de eerste site die van die cultuur gevonden is. 
Zo is Jericho de typesite van het Prekeramisch Neolithicum A. Vaak is de typesite ook de naamgever van een cultuur, bijvoorbeeld Hallstatt waarnaar de Hallstattcultuur is vernoemd.
Een typesite bevat artefacten in een assemblage die kenmerkend zijn voor de cultuur. 
De term is vergelijkbaar met de typelocatie in de geologie en de biologie.